# Cherno Samba
Cherno Samba (Banjul, 10 novembre 1985) è un ex calciatore gambiano, di ruolo attaccante.

## Biografia
È il figlio di Ali Samba, calciatore professionista e nazionale gambiano.
Viene ricordato soprattutto perché nel videogioco Championship Manager 01/02, col passare delle stagioni, diventava un grande campione.

## Caratteristiche tecniche
Era un centravanti.
Nel 2001 è stato inserito nella lista dei migliori calciatori stilata da Don Balón.

## Carriera

### Club
Samba mosse i primi passi nel mondo del calcio nella squadra della sua scuola, la St. Joseph's Academy di Blackheath (Londra), in cui a 13 anni segna 132 reti in 32 partite. Cominciò la sua carriera da professionista nelle giovanili del Millwall, con cui si mise talmente in luce da attirare l'interesse delle più grandi squadre inglesi.
A vincere la concorrenza del Leeds e del Manchester United pare essere il Liverpool, che aveva offerto 2 milioni di sterline per il suo cartellino; Samba tuttavia viene presentato ufficialmente, con tanto di foto con la maglietta ufficiale dei Reds, quando ancora la trattativa non si era conclusa. In conseguenza, di ciò il Millwall rifiuta l'offerta e l'affare salta.
Nel 2004, dopo non esser riuscito ad esordire in prima squadra, passa agli spagnoli del Cadice, formazione che poi lo ha ceduto in prestito al Málaga B. In terra iberica ha sofferto di depressione, patologia che lo ha portato a rubare gli antidolorifici dal medico della squadra, a insaputa di quest'ultimo: finì in overdose, salvato solamente dall'intervento di un suo compagno. Ad agosto 2006 ha fatto ritorno in Inghilterra, ingaggiato da Ian Holloway per il suo Plymouth. Ha debuttato in squadra il 30 settembre, nel successo per 0-1 in casa del Coventry City, proprio grazie a una sua rete.
A gennaio 2007, è passato in prestito per un mese al Wrexham, con un'opzione per rendere valido il trasferimento fino alla fine della stagione. Samba è tornato al Plymouth il 26 febbraio successivo. Ha vestito poi la maglia dei finlandesi dell'Haka. Nel 2009 è tornato in Inghilterra, dove ha sostenuto un provino per il Portsmouth, ma a febbraio 2010 si è accordato con i greci del Panaitolikos. Terminata l'esperienza in terra ellenica, ha fatto ancora ritorno in Inghilterra, sostenendo altri provini per Forest Green Rovers e Mansfield Town, che però non hanno portato ad accordi contrattuali.
Il 23 marzo 2012 ha firmato un contratto con i norvegesi del Tønsberg. Il 22 luglio 2015 ha annunciato il proprio ritiro dall'attività agonistica per proseguire a giocare a calcio a livello dilettantistico con la squadra amatoriale Dream Team FC.

### Nazionale
Ha rappresentato le selezioni giovanili inglesi fino al livello Under-20, per poi accettare d'essere convocato dal Gambia. Ad agosto 2008 è stato convocato dalla selezione gambiana in vista di un incontro di qualificazione al campionato del mondo 2010, contro la Liberia: ha giocato i minuti finali della sfida. Il 9 gennaio 2010 ha realizzato la prima rete, in occasione di un'amichevole contro la Tunisia, grazie a un colpo di testa su cross di Sanna Nyassi.